# Hara Nacumi
Hara Nacumi (原 奈津美; Hepburn: Hara Natsumi) (Japán, 1988. augusztus 18. –) japán válogatott labdarúgó.

## Nemzeti válogatott
2005-ben debütált a japán válogatottban. A japán válogatottban 1 mérkőzést játszott.

## Statisztika
| Japán válogatott | Japán válogatott | Japán válogatott |
| Időszak          | Mérk.            | gól              |
| ---------------- | ---------------- | ---------------- |
| 2005             | 1                | 0                |
| Összesen         | 1                | 0                |